# Steve Anderson (bassista)
Steve Anderson (Londra, 26 gennaio 1972) è un bassista, compositore e produttore discografico britannico conosciuto soprattutto per la sua militanza nel gruppo rock progressivo Threshold, nonché per la sua attività di turnista.

## Biografia
Iniziata la carriera all'inizio degli anni novanta, dopo aver militato in varie band, nel 2003 si unì ai Threshold, band di cui è ancora membro, con i quali ha inciso tutti gli album a partire da Subsurface, pubblicato nel 2004. ha inoltre inciso due album come solista. A partire dall'album For the Journey, ha anche assunto il ruolo di compositore.
Occasionalmente si occupa anche di scrittura.

## Discografia

### Solista
- 2006 - Some Delicius Enemy
- 2008 - Meaner side of Bleu

### Threshold
- 2004 – Subsurface
- 2007 – Dead Reckoning
- 2012 – March of Progress
- 2014 – For the Journey
- 2017 – Legends of the Shires
- 2022 – Dividing Lines

### Collaborazioni (parziale)
- 1996 - Strange Hobby - Arjen Anthony Lucassen
- 2002 - Visage - Ken Wiley
- 2006 - The Truth - Bleeding Trhough
- 2012 - Lost in the New Real - Arjen Anthony Lucassen